# 3 000 mètres steeple masculin aux Jeux olympiques de 1920
Pour un article plus général, voir Athlétisme aux Jeux olympiques de 1920.
Navigation
Paris 1924
L'épreuve du 3 000 mètres steeple masculin aux Jeux olympiques de 1920 s'est déroulée les 18 et 20 août 1920 au Stade olympique d'Anvers, en Belgique.  Elle est remportée par le Britannique Percy Hodge.

## Résultats

### Finale
| Rang               | Athlète                 | Temps   | Notes |
| ------------------ | ----------------------- | ------- | ----- |
| Médaille d'or      | Percy Hodge (GBR)       | 10:00.4 | OR    |
| Médaille d'argent  | Patrick Flynn (USA)     | 10:21.1 |       |
| Médaille de bronze | Ernesto Ambrosini (ITA) | 10:32.0 |       |
| 4                  | Gustaf Mattsson (SWE)   | 10:32.1 |       |
| 5                  | Michael Devaney (USA)   | 10:34.3 |       |
| 6                  | Albert Hulsebosch (USA) | 10:37.7 |       |
| 7                  | Lars Hedwall (SWE)      | 10:42.2 |       |
| 8                  | Ray Watson (USA)        | 10:50.3 |       |
| —                  | Oskari Rissanen (FIN)   | DNS     |       |

## Légende
Records et Performances
- AR : Record continental (area record)
- CR : Record des championnats (championship record)
- MR : Record du meeting (meet record)
- NR : Record national (national record)
- OR : Record olympique (olympic record)
- PR : Record paralympique (paralympic record)
- PB : Record personnel (personal best)
- SB : Meilleure performance personnelle de la saison (season's best)
- WL : Meilleure performance mondiale de l'année (world leader)
- WJR : Record du monde junior (world junior record)
- WR : Record du monde (world record)

Circonstances et Conditions
- DNF : N'a pas terminé (did not finish)
- DNS : N'a pas pris le départ (did not start)
- DQ : Disqualification (disqualification)
- NM : Aucun essai valable enregistré (No Mark)
- Q : Qualifié « directement » au prochain tour (ou à la prochaine compétition), lors d'une compétition majeure, grâce au classement ou à la réalisation des minima (automatic qualifier)
- q : Qualifié au prochain tour (ou à la prochaine compétition), lors d'une compétition majeure, grâce au repêchage ou à la réalisation de l'une des meilleures performances parmi celles des « non qualifiés directement » (grâce au meilleur temps ou à la meilleure distance par exemple) (secondary qualifier)